# جوزي هو
جوزي هو (بالصينية: 何超儀) مواليد 26 ديسمبر 1974، هي ممثلة من هونغ كونغ بدأت مسيرتها الفنية عام 1994.

## روابط خارجية
- جوزي هو على موقع IMDb (الإنجليزية)
- جوزي هو على موقع ألو سيني (الفرنسية)
- جوزي هو على موقع ميوزك برينز (الإنجليزية)
- جوزي هو على موقع أول موفي (الإنجليزية)
- جوزي هو على موقع قاعدة بيانات الفيلم (الإنجليزية)
- جوزي هو على موقع كينوبويسك (الروسية)